# 梨大 (地名)
梨大（韓語：이대）是首尔市西大門區的一个地区。

## 名称
梨大是梨花女子大学的简称。类似弘大，该地区以附近的大学命名。

## 旅游
梨大有许多餐馆和室外购物区，以及少不了有梨大校园。首尔地铁2号线(又称绿线)梨花女子大學站为该地区服务。许多在该地区的商店是专门迎合梨大女学生的。邻近的新村因夜生活而更出名。
梨大充满实惠的购物场所和时尚服装店。该区是受欢迎的大学生购物的地方，时常也有现场音乐表演。
此外，该区还有许多化妆品店，方便外国游客购买各种韩国品牌化妆品。